# Heinosuke Gosho
Heinosuke Gosho (jap. 五所 平之助 Gosho Heinosuke; ur. 1 lutego 1902, Tokio, zm. 1 maja 1981, Mishima) – japoński reżyser filmowy. 
Wyreżyserował pierwszy japoński film dźwiękowy pt. Madamu to nyōbō z Kinuyo Tanaka z 1931 roku. Wśród innych jego filmów był między innymi obraz pt. 1936, opowiadający o nieudanym zamachu stanu z 26 lutego 1936 roku.

## Wybrana filmografia
- 1936 Oboroyo no onna
- 1945 Izu no musumetachi
- 1947 Ima hitotabi no
- 1948 Omokage
- 1953 Entotsu no mieru basho
- 1954 Ōsaka no yado
- 1954 Niwatori wa futatabi naku
- 1957 Kiiroi karasu
- 1961 Ryōjū
- 1962 Kaachan kekkon shiroyo
- 1966 Kaachan to jūichi-nin no kodomo
- 1967 Utage